# 弥生軒
弥生軒（やよいけん）
1. 弥生軒 - 日本の千葉県にある我孫子駅と天王台駅で営業する立ち食いそば・うどん店およびその運営企業。画家山下清が一時期勤務していたことや、巨大な唐揚げ入りそば・うどんで知られる。
2. 我孫子弥生軒 - 新津田沼駅（千葉県）などにあったそば店。1ののれん分け。2019年（令和元年）閉業。

本項では1を優先し、別企業であることを明示した上で2も併記する。

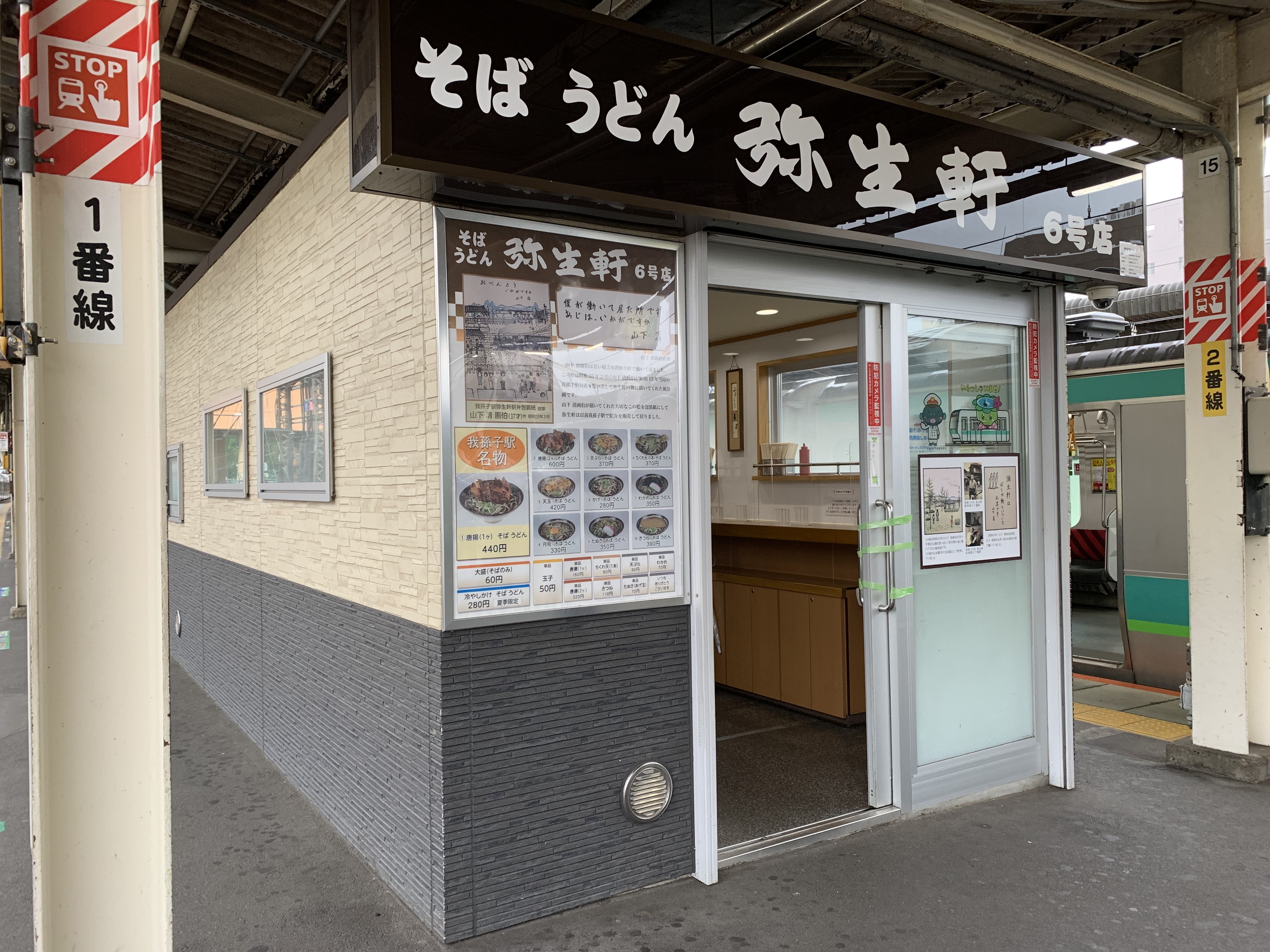
我孫子駅快速下り線ホームにある弥生軒

弥生軒（やよいけん）は、千葉県我孫子市にある立ち食いそば・うどん店およびその運営企業（合名会社彌生軒）である。店舗は我孫子駅などのホームにあり、所謂「駅そば」の店である。
大きな唐揚げをトッピングでき、メニューに特徴がある。首都圏JR東日本各駅の駅そばが同社系列企業に置き代わる中でも孤塁を守っていると評価されている。

## 歴史

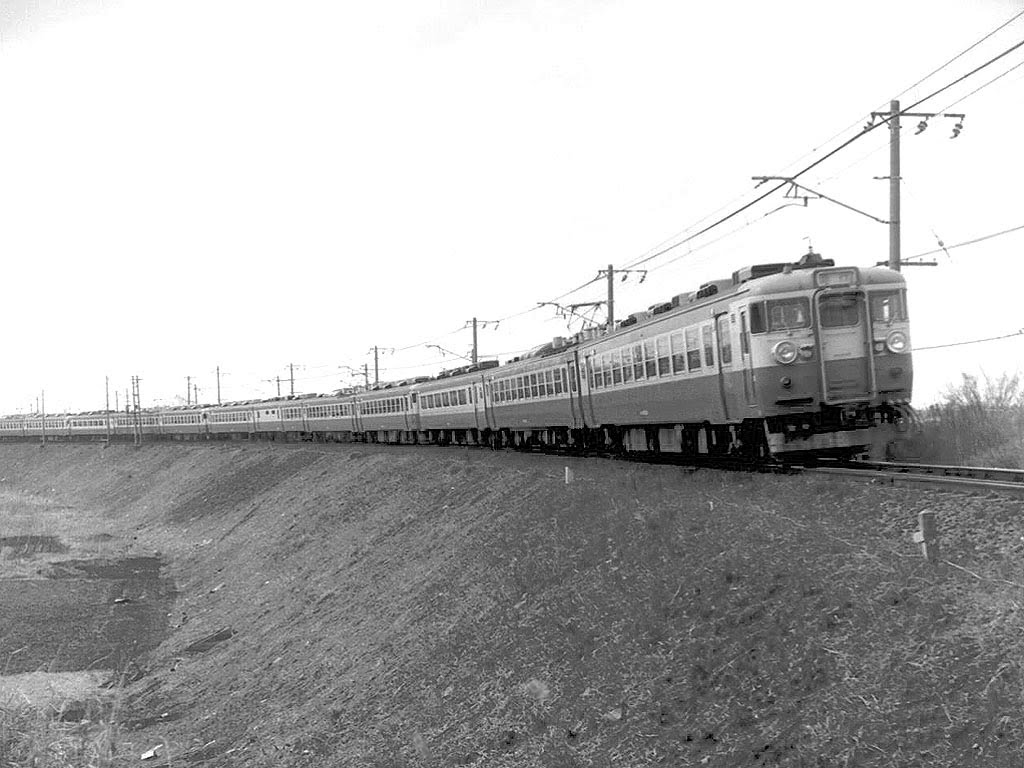
急行列車はサービス面や車両形式の関係もあり、一般に駅弁の需要が高かった。
（当時の常磐線急行と同形式の車両）

創業は1928年（昭和3年）4月で、当時は我孫子駅で駅弁を扱っていた。駅弁屋時代の1942年（昭和17年）から5年間、山下清が勤務したことがある。山下が著名になった後、本人に連絡を取って駅弁の掛紙用に絵を描いてもらった。絵は四季の4種類の予定だったが、最後の「冬」を描く前に山下は他界した。
立ち食いそば店は1967年（昭和42年）に営業を始め、2018年（平成30年）時点では我孫子駅と天王台駅で合計4店舗を構える。
一方、我孫子駅の弁当販売は1983年（昭和58年）頃に終了している。この背景には東北新幹線開業に伴う常磐線急行列車の削減がある。それまでは昼行急行は毎時1本以上が我孫子駅に停車し、松戸市・成田市方面と茨城県や東北地方を結ぶ接点となっていた。
社長はインタビューで1975年（昭和50年）頃には弁当が売れなくなったと述べている。

## 特徴のあるメニュー
手のひらいっぱいの大きさ（幅15センチメートル）に相当するほどの巨大な唐揚げを載せた「唐揚げそば」が知られる。このメニューの創始時期について、社長インタビューでは「唐揚げ」を始めたのが「平成のはじめ頃」（1990年前後）、「唐揚げそば」というメニューが入ったのは2017年（平成29年）の『中日新聞』記事では「（19）90年代末」とされている。唐揚げのサイズは徐々に大きくなった結果であるという。鉄道ファンの間では「げんこつそば」とも呼ばれる。
2010年頃まで基本的に温かいそばもしくはうどんに唐揚げの組み合わせしか注文できなかったが、それ以降、主に夏季に限り冷やしのそばまたはうどんに唐揚げを組み合わせることができるようになった。
唐揚げは単品でも注文が可能で、夏季（6月から9月）以外であれば持ち帰りにも対応している。1日に平均して1300個から1500個ほどを売り上げるが、夏よりも冬のほうが売上が伸びる傾向があるほか、その日の天気・気温にも大きく左右されるという。つゆ（出汁）に唐揚げを浸した、他の駅そばでは見かけない独特のメニューである。

## 店舗一覧
- 我孫子駅（5号店（4、5番線ホーム中央付近）、6号店（1、2番線ホーム柏方）、8号店（1、2番線ホーム取手方））
  - 2号店は売店として5号店の裏で営業中。1、3、7号店も以前は売店として存在していた[10]。
- 天王台駅

## ギャラリー

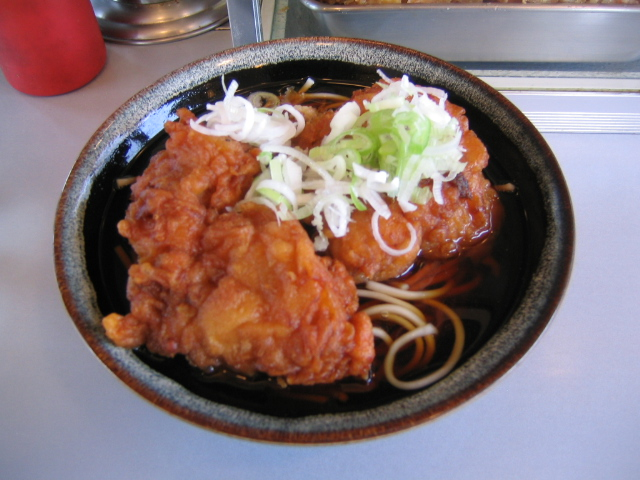
名物の 弥生軒唐揚げそば （2個入）
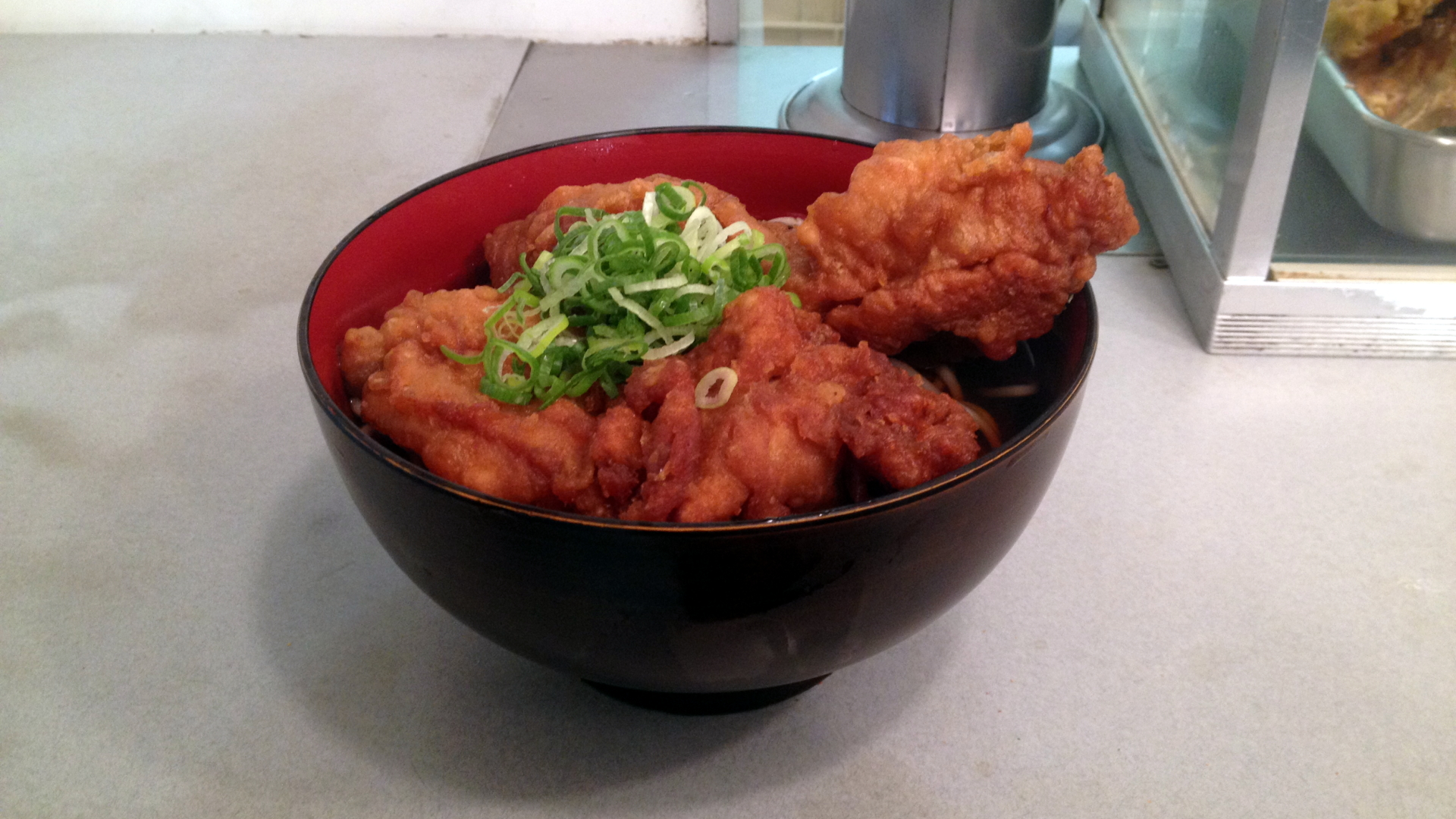
冷やし唐揚げそば （2個入）

## 我孫子弥生軒（五香・新津田沼）
我孫子弥生軒とは、千葉県松戸市の新京成電鉄新京成線五香駅前や習志野市津田沼の新津田沼駅ホームにあったそば店である。
我孫子市の弥生軒ののれん分けで、本家と同様に唐揚げ入りそばが特徴的なメニューだった。五香駅店は2016年（平成28年）2月開店、2017年（平成29年）7月閉店。新津田沼駅店は2016年（平成28年）9月開店、2019年（令和元年）8月閉店。

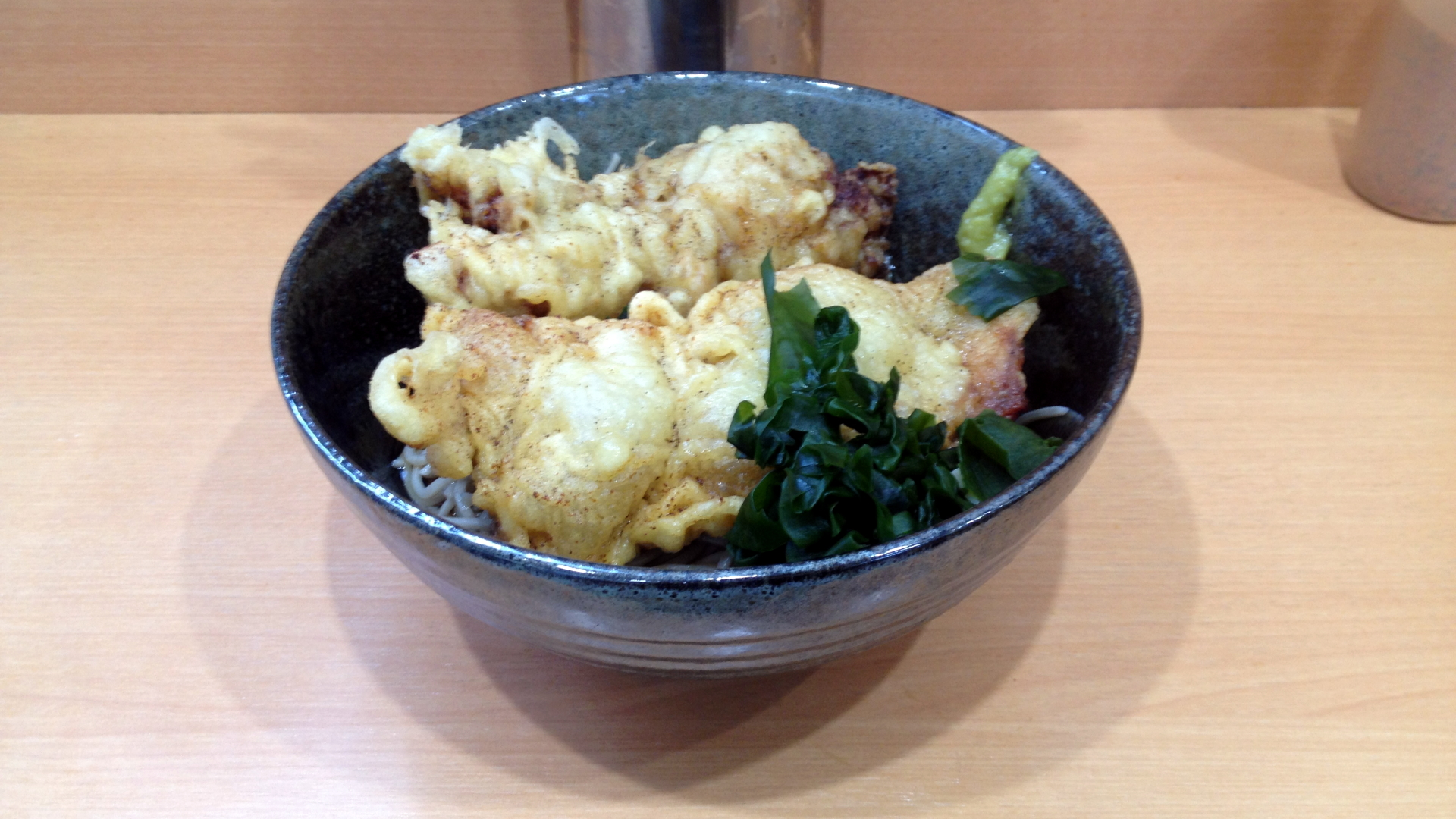
新津田沼駅の 我孫子弥生軒の 冷やし唐揚げそば （2個入）